# کلاه‌پارچه‌ای فواره‌نشین
کلاه‌پارچه‌ای فواره‌نشین (نام علمی: Mycena fonticola) نام یک گونه از سرده کلاه‌پارچه‌ای‌ها است.